# Ван Тао (врач)
Ван Тао (王燾; 670—755) — китайский государственный служащий и врач времен империи Тан.

## Биография
Родился на территории современной провинции Шэньси в чиновничьей семье. Его дед был первым министром императора Тай-цзуна. Высокие посты занимали его отец Ван Цзин и старший брат. Ван Тао продолжил семейную традицию, сменив за свою жизнь несколько должностей. Никогда не был профессиональным врачом.
В юности Ван Тао много болел. Ему часто приходилось принимать различные лекарства. Пытаясь разобраться в механизме их действия, он начал изучать медицину. Стремление к овладению медицинскими знаниями возросло во время болезни матери. Ван Тао стал часто консультироваться со знаменитыми врачами и, в конце концов, достаточно хорошо овладел основами медицины.
Позже Ван Тао был назначен чиновником государственного книгохранилища Хун-вэнь, где хранилось множество старинных книг. В течение более чем 20 лет службы в книгохранилище он изучал здесь хранятся медицинские книги, выписывал из них рецепты, со временем собрав богатые материалы.
В 742 году Ван Тао был направлен на службу в город Фанлин (на территории современной провинции Хубэй). Собранные за время службы в книгохранилище материалы он взял с собой. Во время вспыхнувшей здесь эпидемии успешно исцелил своих родственников и знакомых.
В 752 году на основе собранных медицинских материалов Ван Тао составляет книгу «Вайтай мияофан» («Секретные рецепты из книгохранилища»), в которой помимо лекарственных рецептов описаны методы прижигания.